# M76 (astronomia)
M 76 (nota talvolta anche come Piccola Dumbell, Piccola Nebulosa Manubrio, Nebulosa Tappo di Sughero, Nebulosa Farfalla o con le sigle NGC 650 e NGC 651) è una nebulosa planetaria visibile nella costellazione di Perseo. È stata scoperta da Pierre Méchain nel 1780.

## Osservazione

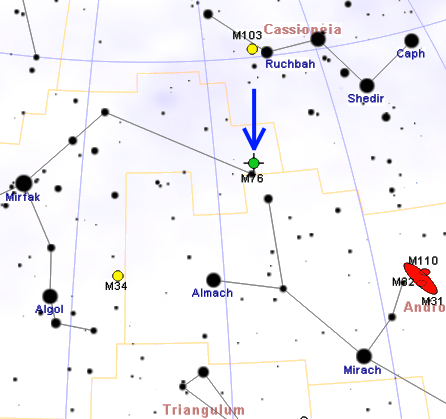
Mappa per individuare M76.

M76 è individuabile con difficoltà, sia a causa della sua debole luminosità (si tratta dell'oggetto più debole fra quelli indicati da Messier), sia perché nei suoi dintorni non si trovano stelle luminose: un metodo per rintracciarla è raggiungere la stella φ Persei, di quarta magnitudine, e poi muoversi di circa un grado verso nord; è al di fuori della portata di un binocolo, con l'eccezione di un 11x80, in cui si mostra come un puntino pallido e sfuocato. Un telescopio da 150mm lo mostra come un oggetto allungato in senso nordest-sudovest;  strumenti superiori mostrano due lobi, che la fanno rassomigliare alla Nebulosa Manubrio nella costellazione della Volpetta.
La sua declinazione è molto settentrionale: infatti quest'ammasso si presenta circumpolare da buona parte dell'emisfero boreale, come quasi tutta l'Europa e il Nordamerica; dall'emisfero australe invece è possibile osservarla solo in prossimità dell'equatore e del tropico del Capricorno. Il periodo migliore per la sua osservazione nel cielo serale è quello compreso fra settembre e febbraio.

## Storia delle osservazioni
M76 fu scoperta da Giovanni Battista Hodierna nel 1754 e in seguito riscoperta indipendentemente da Charles Messier nel 1764: quest'ultimo la descrisse come una nebulosa estremamente debole che al minimo accenno di inquinamento luminoso diviene invisibile. William Herschel si convinse di avere a che fare con un oggetto nebuloso doppio non risolvibile, così la considerò come due oggetti separati; questo l'errore venne poi ripreso anche dal New General Catalogue, in cui è indicata con una doppia numerazione. Il pastore Webb la paragonò a M27, definendola come una sua piccola miniatura.

## Caratteristiche
La nebulosa possiede due numeri NGC perché si sospettava che fosse una nebulosa doppia con le due componenti in contatto. Invece NGC 651 è soltanto la parte a nord-est della nebulosa. L'aspetto della nebulosa piccola campana muta assomiglia in una certa misura a quello della nebulosa Manubrio M27.
È uno degli oggetti Messier più deboli con la sua magnitudine visuale di 10,1. La zona più brillante della nebulosa ha un diametro di 65 secondi d'arco, mentre l'alone ha un'estensione di 290 secondi d'arco. La stella centrale ha magnitudine di 16,6 e una temperatura di 140.000 K; probabilmente raffreddandosi diventerà una nana bianca in una decina di milioni di anni.

### Libri
- (EN) Stephen James O'Meara, Deep Sky Companions: The Messier Objects, Cambridge University Press, 1998, ISBN 0-521-55332-6.

### Carte celesti
- Toshimi Taki, Taki's 8.5 Magnitude Star Atlas, su geocities.jp, 2005. URL consultato il 7 novembre 2010 (archiviato dall'url originale il 5 novembre 2018). - Atlante celeste liberamente scaricabile in formato PDF.
- Tirion, Rappaport, Lovi, Uranometria 2000.0 - Volume I - The Northern Hemisphere to -6°, Richmond, Virginia, USA, Willmann-Bell, inc., 1987, ISBN 0-943396-14-X.
- Tirion, Sinnott, Sky Atlas 2000.0 - Second Edition, Cambridge, USA, Cambridge University Press, 1998, ISBN 0-933346-90-5.
- Tirion, The Cambridge Star Atlas 2000.0, 3ª ed., Cambridge, USA, Cambridge University Press, 2001, ISBN 0-521-80084-6.

### Pubblicazioni scientifiche
- Diego Barucco: Osservazione visuale e CCD di M76,nebulosa planetaria bipolare toroidale (PDF), su pnebulae.altervista.org.